# Casa de las Américas (OEA)
Casa de las Américas es el nombre dado al edificio principal de la Organización de Estados Americanos (OEA), situado en Washington D. C., Estados Unidos. En este edificio realiza sus sesiones el Comité Permanente de la OEA.

## Historia
Fue construido en 1910 por los arquitectos Albert Kelsey y Paul P. Cret y financiado con aportaciones de los Estados miembros de la Unión Panamericana y una donación de Andrew Carnegie.
En su arquitectura se refleja la unidad del continente americano, con influencias de la época de la colonia española, de los pueblos originarios del continente y de Europa.
El edificio está ubicado en la Avenida Constitution a 200 yardas de la Casa Blanca y fue inaugurado cuando la Organización hemisférica –entonces denominada Unión Panamericana- contaba con 21 Países Miembros. Hoy en día, la OEA cuenta con 35 miembros -34 activos-, y 70 Observadores Permanentes.
Concebida como tributo a las numerosas culturas del Hemisferio Occidental, la arquitectura beaux-arts de la Casa de las Américas es única por cuanto imprime a su modelo renacentista europeo un vocabulario arquitectónico hondamente enraizado en las tradiciones americanas. Su planta rectangular, organizada en torno a un patio central, reconoce sus orígenes en los diseños históricos de las antiguas Grecia y Roma, más tarde depurados en la región mediterránea, y de las Américas.
El predio fue adquirido en 1907 por la Junta Directiva de la Oficina Internacional de las Repúblicas Americanas, que por entonces era la Secretaría de la Unión Internacional de Repúblicas Americanas, fundada en 1889; y que antecedió a la Unión Panamericana, fundada en 1910.
El majestuoso edificio de dos plantas se destaca en la esquina prominente del predio, con paredes exteriores de mármol (provenientes del Estado de Georgia) color blanco con vetas azules y un techo a dos aguas proyectado, de tejas de cerámica roja. En la fachada de mármol del edificio, flanqueando los tres monumentales portones de bronce que decoran los portales arqueados, hay dos frisos que representan América del Norte y del Sur.  El águila calva del norte y el cóndor del sur se miran entre sí, velando por los principios de las relaciones internacionales que guían las acciones de la OEA. Las palabras "Organización de los Estados Americanos" están talladas en la pared de mármol encima de los grupos escultóricos. El nombre de "Unión Panamericana" está escrito en un panel gris rojizo encima de las puertas que conducen a la Casa de las Américas.
Además de los ornamentos botánicos corintios, la fachada de la Casa de las Américas incorpora numerosos elementos decorativos esculturales que simbolizan el objetivo de entendimiento y cooperación hemisféricos entre los Países Miembros de la OEA. Este programa ornamental incluye el uso reiterado de motivos, como la paz entre los países de las Américas, simbolizada por letras “P” y “A”, a veces entrelazadas; la estrella, elemento que figura en los símbolos nacionales de muchas naciones americanas, y la figura femenina de la paz, que aparece en cada capitel de pilastra, entre las clásicas hojas de acantos.
El acceso de la calle al edificio está marcado por grandes antorchas de bronce que montan guardia a cada lado del primero de los dos tramos de la escalinata ceremonial de mármol que asciende a las tres grandes entradas en el arco del edificio, donde, como ornamentación en la piedra angular de cada arco, luce la letra “A”, que significa América. Las aberturas en arco presentan un extraordinario entramado ornamental inspirado directamente en el enrejado de la Catedral de Zaragoza, España. 